# Play to the Whistle
Play to the Whistle is een Britse comedy-panel spelshow die van 11 april 2015 tot en met 4 april 2017 werd uitgezonden op ITV. In het programma, een rip-off van Sky's A League of Their Own, moesten in elke aflevering twee teams van drie tegen elkaar strijden in sportkennisrondes en fysieke wedstrijden om punten te scoren voor hun team. Het team met de meeste punten aan het einde werd uitgeroepen tot winnaar.
De show werd gepresenteerd door Holly Willoughby. Het ene team werd aangevoerd door entertainer, acteur en presentator Bradley Walsh en het andere door voormalig profvoetballer Frank Lampard. Lampard werd bijgestaan door komiek Romesh Ranganathan als vast panellid. Seann Walsh, eveneens komiek, was de vaste scorer. Oud-profvoetballer Jimmy Bullard was de assistent van de presentator in de eerste serie.